# フットサル日本代表の試合結果
フットサル日本代表の試合結果（フットサルにほんだいひょうのしあいけっか）は、フットサル日本代表が出場した試合の一覧である。

## 試合日程・結果

### 2023年
| 開催日   | 結果 | スコア       | 対戦チーム     | 開催国・都市                | 試合名                                          |
| -------- | ---- | ------------ | -------------- | --------------------------- | ----------------------------------------------- |
| 3月2日   | ○    | 5-0 レポート | モザンビーク   | タイ パッタヤー             | 6カ国国際親善大会 ・グループステージ            |
| 3月3日   | ○    | 4-1 レポート | タイ           | タイ パッタヤー             | 6カ国国際親善大会 ・グループステージ            |
| 3月5日   | ○    | 1-0 レポート | サウジアラビア | タイ パッタヤー             | 6カ国国際親善大会 ・グループステージ            |
| 3月7日   | ●    | 1-4 レポート | イラン         | タイ パッタヤー             | 6カ国国際親善大会 ・決勝                        |
| 4月14日  | ●    | 2-3 レポート | モロッコ       | モロッコ ラバト             | 国際親善試合                                    |
| 4月15日  | ●    | 0-3 レポート | フランス       | モロッコ ラバト             | 国際親善試合                                    |
| 4月17日  | ○    | 1-0 レポート | クロアチア     | モロッコ ラバト             | 国際親善試合                                    |
| 9月14日  | ●    | 0-2 レポート | ブラジル       | ブラジル ソロカーバ         | フットサルネイションズカップ ・グループステージ |
| 9月15日  | ○    | 2-1 レポート | サウジアラビア | ブラジル ソロカーバ         | フットサルネイションズカップ ・グループステージ |
| 9月16日  | ●    | 0-2 レポート | イラン         | ブラジル ソロカーバ         | フットサルネイションズカップ ・準決勝           |
| 9月17日  | ●    | 3-7 レポート | パラグアイ     | ブラジル ソロカーバ         | フットサルネイションズカップ ・3位決定戦        |
| 11月22日 | ○    | 2-0 レポート | ウズベキスタン | ウズベキスタン タシュケント | 国際親善試合                                    |
| 11月23日 | ○    | 4-3 レポート | ウズベキスタン | ウズベキスタン タシュケント | 国際親善試合                                    |
| 12月14日 | △    | 1-1 レポート | アルゼンチン   | 日本 東京                   | 国際親善試合                                    |
| 12月17日 | △    | 1-1 レポート | アルゼンチン   | 日本 帯広                   | 国際親善試合                                    |

出典:試合日程・結果 (2023年) - JFA

### 2024年
| 開催日   | 結果 | スコア         | 対戦チーム     | 開催国 ・都市             | 試合名                                       | ハイライト動画                                          |
| -------- | ---- | -------------- | -------------- | ------------------------- | -------------------------------------------- | ------------------------------------------------------- |
| 2月4日   | ●    | 1 - 4 レポート | ポルトガル     | ポルトガル マトジーニョス | 国際親善試合                                 |                                                         |
| 2月5日   | ●    | 1 - 2 レポート | ポルトガル     | ポルトガル マトジーニョス | 国際親善試合                                 |                                                         |
| 4月11日  | ●    | 1 - 2 レポート | タイ           | タイ バンコク             | 国際親善試合                                 |                                                         |
| 4月18日  | ●    | 2 - 3 レポート | キルギス       | タイ バンコク             | AFCフットサルアジアカップ ・グループステージ | AFC Asian Cup                                           |
| 4月20日  | ○    | 5 - 0 レポート | 韓国           | タイ バンコク             | AFCフットサルアジアカップ ・グループステージ | AFC Asian Cup                                           |
| 4月22日  | △    | 1 - 1 レポート | タジキスタン   | タイ バンコク             | AFCフットサルアジアカップ ・グループステージ | AFC Asian Cup                                           |
| 9月20日  | ○    | 4 - 0 レポート | キルギス       | キルギス ビシュケク       | 国際親善試合                                 | ハイライト(Kyrgyz Sport TV) フルマッチ(Kyrgyz Sport TV) |
| 9月22日  | ○    | 2 - 1 レポート | キルギス       | キルギス ビシュケク       | 国際親善試合                                 | ハイライト(Kyrgyz Sport TV) フルマッチ(Kyrgyz Sport TV) |
| 12月13日 | ○    | 5 - 1 レポート | サウジアラビア | クウェート クウェート市   | 国際親善試合                                 |                                                         |
| 12月14日 | ○    | 3 - 2 レポート | クウェート     | クウェート クウェート市   | 国際親善試合                                 |                                                         |
| 12月16日 | ○    | 6 - 1 レポート | クウェート     | クウェート クウェート市   | 国際親善試合                                 |                                                         |

出典:試合日程・結果 (2024年) - JFA

### 2025年
| 開催日   | 結果 | スコア         | 対戦チーム     | 開催国 ・都市           | 試合名                           | ハイライト動画 |
| -------- | ---- | -------------- | -------------- | ----------------------- | -------------------------------- | -------------- |
| 1月30日  | ●    | 0 - 1 レポート | インドネシア   | インドネシア ジャカルタ | Indonesia Futsal World 4s Series |                |
| 2月1日   | ○    | 3 - 2 レポート | サウジアラビア | インドネシア ジャカルタ | Indonesia Futsal World 4s Series |                |
| 2月2日   | △    | 1 - 1 レポート | アルゼンチン   | インドネシア ジャカルタ | Indonesia Futsal World 4s Series |                |
| 3月6日   | ○    | 4 - 0 レポート | パラグアイ     | パラグアイ アスンシオン | 国際親善試合                     |                |
| 3月8日   | ●    | 1 - 3 レポート | パラグアイ     | パラグアイ アスンシオン | 国際親善試合                     |                |
| 9月20日  |      | - [ レポート]  | カンボジア     | タジキスタン            | AFCフットサルアジアカップ ・予選 |                |
| 9月22日  |      | - [ レポート]  | マカオ         | タジキスタン            | AFCフットサルアジアカップ ・予選 |                |
| 9月24日  |      | - [ レポート]  | タジキスタン   | タジキスタン            | AFCフットサルアジアカップ ・予選 |                |
| 10月17日 |      | - [ レポート]  | ブラジル       | 日本 富士               | 国際親善試合                     |                |
| 10月19日 |      | - [ レポート]  | ブラジル       | 日本 富士               | 国際親善試合                     |                |

出典:試合日程・結果 (2025年) - JFA